# Bretagne (regio)
Bretagne (Bretons: Breizh, Gallo: Bertaèyn) is een Franse regio op het gelijknamige schiereiland Bretagne en bestaat uit de departementen Côtes-d'Armor, Finistère, Ille-et-Vilaine en Morbihan. Tot 1941 behoorde ook Loire-Atlantique (destijds Loire-Inférieur) ertoe, en velen blijven dit departement als deel van Bretagne beschouwen. Tot aan de Franse Revolutie was Bretagne een zelfstandige Franse provincie. De provincie Bretagne grensde aan de provinciën Normandië en Maine in het noordoosten en Anjou en Poitou in het zuidoosten. De huidige regio Bretagne komt overeen met ongeveer 80% van historisch Bretagne.
Rennes is de hoofdplaats van de regio Bretagne. Andere belangrijke steden zijn Brest, Vannes, Quimper en Saint-Malo. Historisch gezien is de hoofdstad Nantes, maar dat valt sinds 1941 administratief niet meer onder Bretagne.

## Naam
De naam Bretagne is de Franse variant van Brittannië. In het Nederlands wordt onderscheid gemaakt tussen Bretagne (historisch ook bekend als Klein-Brittannië) voor het Franse schiereiland, en Groot-Brittannië voor het eiland voor de Europese kust. In het Frans heten deze regio’s Bretagne en Grande-Bretagne, en in het Engels Brittany en (Great) Britain.

## Geografie
Bretagne is het schiereiland van Frankrijk, de meest westelijk gelegen provincie. Het ligt ten zuidwesten van Normandië en ten noordwesten van de Pays de la Loire. De regio, die aan de noordkant aan Het Kanaal grenst en aan de zuidkant aan de Atlantische Oceaan, telt samen met haar omliggende eilanden meer dan 2500 km kust.
Geologisch gezien maakt Bretagne deel uit van het Armoricaans massief, de oudste berggroep van Frankrijk. De kust van Bretagne is in het noorden en het westen ruig en wild, met meestal kleine stranden in baaien tussen de rotsen. De kliffen bij Cap Fréhel, dicht bij fort La Latte, duiken wel 70 meter diep de oceaan in. In het zuiden is de kust lieflijker en vindt men langere stranden.

### Aangrenzende regio's
| Aangrenzende regio's | Aangrenzende regio's | Aangrenzende regio's | Aangrenzende regio's | Aangrenzende regio's |
| -------------------- | -------------------- | -------------------- | -------------------- | -------------------- |
|                      |                      |                      |                      | Basse-Normandie      |
|                      |                      |                      |                      |                      |
|                      | Pays de la Loire     |                      |                      |                      |
|                      |                      |                      |                      |                      |
|                      |                      |                      |                      |                      |

### Natuur
In de steentijd was Bretagne overwegend bosrijk. Overblijfselen uit deze tijd vindt men voornamelijk tussen het voormalige Forêt de Scissy in de buurt van de Mont-Saint-Michel en Brocéliande. Een ander bekend bosrijk gebied ligt bij Huelgoat in het departement Finistère. Het landschap is sinds de middeleeuwen door menselijk ingrijpen sterk veranderd. Zo zijn er in het huidige Bretagne nog maar weinig grote beuken- en eikenbossen te vinden. Het landschap wordt tegenwoordig overheerst door akkers en weilanden, die door hekken en stenen muurtjes van elkaar gescheiden zijn.

### Klimaat
Bretagne heeft het imago van een regio waar het veel of altijd regent. Het weer in Bretagne heeft echter meerdere gezichten. Bretagne kent een mild zeeklimaat met meerdere microklimaten. De gemiddelde temperatuur ligt tussen de 9 en 12 °C. Sneeuw en vorst komen zelden voor en de zomers zijn zacht en matig warm. Jaarlijks telt Bretagne meer dan 2000 zonuren.

## Politiek
Bretagne wordt bestuurd door de, voor de duur van zes jaar gekozen, 83 leden tellende Regionale Raad van Bretagne. De lijst van linkse partijen (Parti Socialiste - Parti Communiste Français - Parti Radical de Gauche - Union Démocratique Bretonne) won de regionale verkiezingen van 2004. Jean-Yves Le Drian (PS) is sinds 2004 President van de Regionale Raad van Bretagne.

## Cultuur

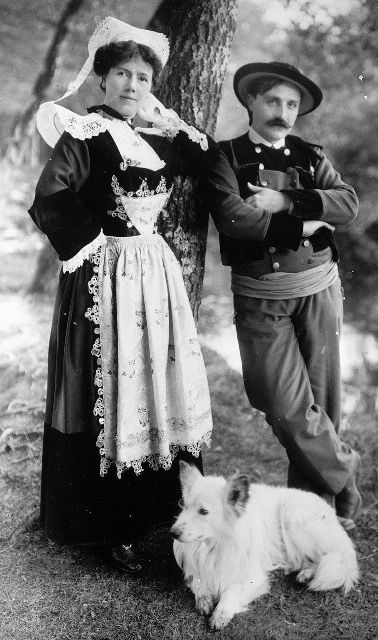
Traditionele klederdracht

In Bretagne zijn nog talrijke sporen te vinden van de Keltische cultuur. Ook tref je er nog vele prehistorische (pre-Keltische) megalieten, onder andere in Carnac, in het zuiden (Morbihan).
Een minderheid van de bevolking van Bretagne spreekt Bretons, een Keltische taal. Bretagne is het laatste gebied op het Europese vasteland waar een dergelijke taal nog wordt gesproken.

## Milieu
- In 1978 vond er in Bretagne een grote olieramp plaats. De tanker Amoco Cadiz verging voor de kust van Portsall in het uiterste noordwesten van de provincie Finistère. Het ruim 20 ton wegende anker van deze tanker ligt nu bij wijze van monument bij de haven van Portsall.
- Ook in 1999 vond er een olieramp plaats. De Maltese tanker Erika verging en brak doormidden, waardoor duizenden liters stookolie in zee terechtkwamen.

## Toerisme

### Be Breizh
Breizh is het Bretonse woord voor Bretagne. “Be Breizh!” is de officiële slogan van de regio Bretagne. Deze slogan is tot stand gekomen met het achterliggende idee dat bezoekers hun innerlijke kracht putten uit de kracht van Bretagne. “Be Breizh!” wordt daarnaast ook gebruikt om iemand succes te wensen.

### Bezienswaardigheden
Omdat Bretagne als schiereiland over 1700 km kust beschikt, kent het een aantal uitzichtpunten en natuurlijke wonderen, zoals de Roze Granietkust (Côte de Granit Rose) aan de noordkust van Bretagne in het departement Côtes d’Armor. De roze granietblokken bestrijken slechts 30 km van de Bretonse kust en komen verder maar op drie andere plaatsen op de wereld voor: in Ontario, in China en op Corsica. In de Finistère, op het meest westelijke puntje van Frankrijk, bevindt zich de Pointe du Raz, die 70 meter boven de oceaan uitsteekt. Het uitzicht vanaf hier over de oceaan inspireerde ooit de Franse schrijvers Victor Hugo en Gustave Flaubert. In de verte kan men op het eiland Île de Sein de beroemde vuurtoren Ar Men (Bretons voor de steen) zien staan. Aan de zuidkust van Bretagne, in het departement Morbihan, ligt de Golfe du Morbihan, dat in het Bretons kleine zee betekent. In deze binnenzee liggen 42 kleine eilanden, waarvan Île aux Moines en Île d'Arz de grootste zijn. Dit zijn overigens niet de enige eilanden die Bretagne rijk is. Rondom het schiereiland duiken verschillende eilanden op:
- Île-de-Bréhat: ook wel het bloemeneiland genoemd, vanwege zijn opvallende flora.
- Île de Batz: het zachte klimaat en de tropische tuin maken het Île de Batz heel bijzonder. Vele[bron?] toeristen hebben hun weg gevonden naar dit eiland, dat nog leeft van de visserij en groentekweek.
- Ouessant: het meest westelijk gelegen eiland van Frankrijk.
- Île de Sein: dit eiland is te zien vanaf de Pointe du Raz. Het is zo vlak, dat het al meerdere malen overspoeld is geweest. In het enige dorp staan de huizen dicht tegen elkaar aan als bescherming tegen de wind.
- Glénan-archipel: deze tropisch aandoende archipel ligt voor de kust van Concarneau en kent een tropisch microklimaat
- Belle-Île: dit eiland, dat letterlijk mooi eiland heet, heeft witte zandstranden, duinen, kliffen en een natuurlijke haven.
- Les Sept Îles: de zeven eilanden van deze groep zijn niet toegankelijk, want ze zijn aangewezen als beschermd gebied voor vogels, waaronder de jan-van-gent.

### Dorpen en steden
Bretagne telt vele karakteristieke dorpen en steden, de zogenoemde “villes d’art et d’histoire”, die vanwege hun rijke cultuur en historische aard door het ministerie van cultuur benoemd zijn. Een paar van deze dorpen en steden zijn:
- Concarneau
- Dinan
- Fougères
- Brest
- Quimper
- Rennes
- Vannes
- Vitré

### Menhirs en dolmens
Bretagne staat onder meer bekend om de vele prehistorische megalithische monumenten die de regio telt. Alleen al in de buurt van Carnac bevinden zich zo'n 2600 rechtopstaande stenen, ook wel menhir genoemd: de megalieten van Carnac. Hoe deze stenen hier terecht zijn gekomen is voor archeologen nog steeds een raadsel.

### Vuurtorens
Vanwege de lange kust van het schiereiland kent Bretagne ook veel vuurtorens. Een deel hiervan staat volledig in zee. Sommige vuurtorens zijn te bezoeken onder leiding van een gids, zoals de Phare Saint Matthieu in de Finistère. Erg uitzonderlijk is de vuurtoren Phare de Kerbel, waar je zelfs een nacht kunt doorbrengen.

### Festivals
De Keltische cultuur is nog altijd sterk aanwezig in de regio Bretagne. Dit komt onder andere tevoorschijn tijdens de traditionele feesten en festivals in Bretagne, zoals het Festival Interceltique in Lorient. Dit Keltische festival vindt jaarlijks plaats in augustus en ontvangt jaarlijks zo’n 800.000 bezoekers en muzikanten uit Keltische regio’s als Schotland en Ierland, maar ook uit andere streken.
Ook de ligging aan zee heeft veel invloed op de festivals in Bretagne:
- Festival van de Sint Jakobsschelp in een van de volgende plaatsen: Erquy, Saint-Quay-Portrieux of Loguivy-de-la-Mer. Elk jaar gedurende een weekend in april wordt het festival georganiseerd om te vieren dat het vissersseizoen erop zit. Op het programma staan concerten, proeverijen, verkopen, bootshows enz.
- Internationale havenfeest van Brest (Fêtes maritimes de Brest): Elke vier jaar organiseert de stad Brest een groot evenement in haar haven, waar zij wel meer dan 2000 internationale boten ontvangt. De stad ontvang tijdens dit evenement meer dan 1 miljoen bezoekers.

Daarnaast zijn er nog tal van andere festivals die vele bezoekers aantrekken, zoals Festival des Vieilles Charrues in Carhaix, Frankrijks grootste popfestival, La Route du Rock in Saint-Malo met een zomer- én wintereditie, de Rencontres trans musicales in Rennes enz.

## Afkomstig uit Bretagne
- Pierre Abélard, middeleeuws scholasticus
- Bertrand du Guesclin, Frans veldheer
- Georges Boulanger, 19e-eeuws generaal en putschist
- Aristide Briand, politicus
- Louison Bobet, wielrenner en winnaar Ronde van Frankrijk
- René Pleven, politicus
- Yves Rocher (1930-2009), fabrikant van cosmetica
- Bernard Hinault, wielrenner en winnaar Ronde van Frankrijk
- Alan Stivell, muzikant, zanger
- Nolwenn Leroy, zangeres, muzikante